# ضباب جنوب شرق آسيا
ضباب جنوب شرق آسيا هي أزمة تلوث هواء عابرة للحدود حدثت بشكل متكرر ومرتبط بالحرائق في منطقة جنوب شرق آسيا. تصل جودة الهواء خلال فترات تفاقم الضباب إلى مستويات خطرة بسبب التركيزات العالية للجسيمات المحمولة جواً والناجمة عن حرق الكتلة الحيوية.
تسببت أحداث تفاقم الضباب على منطقة جنوب شرق آسيا في آثار صحية وبيئية واقتصادية ضارة في العديد من البلدان بمنطقة جنوب شرق آسيا. تشتعل أزمة تفام الضباب على منطقة جنوب شرق آسيا في كل موسم جاف بدرجات متفاوتة، إذ تحدث المشكلة في المقام الأول بسبب قطع الأراضي وحرقها، وتكون أسوأ بشكل عام بين شهري يوليو وأكتوبر وبشكل خاص أثناء حدوث ظاهرة التردد الجنوبي التي تُعرف باسم ظاهرة النينيو.
سجُل الضباب العابر للحدود على منطقة جنوب شرق آسيا منذ عام 1972، وتكرر حدوثه في أعوام لاحقة كان من أشدها بشكل خاص ضباب عام 1997، وضباب عام 2015.

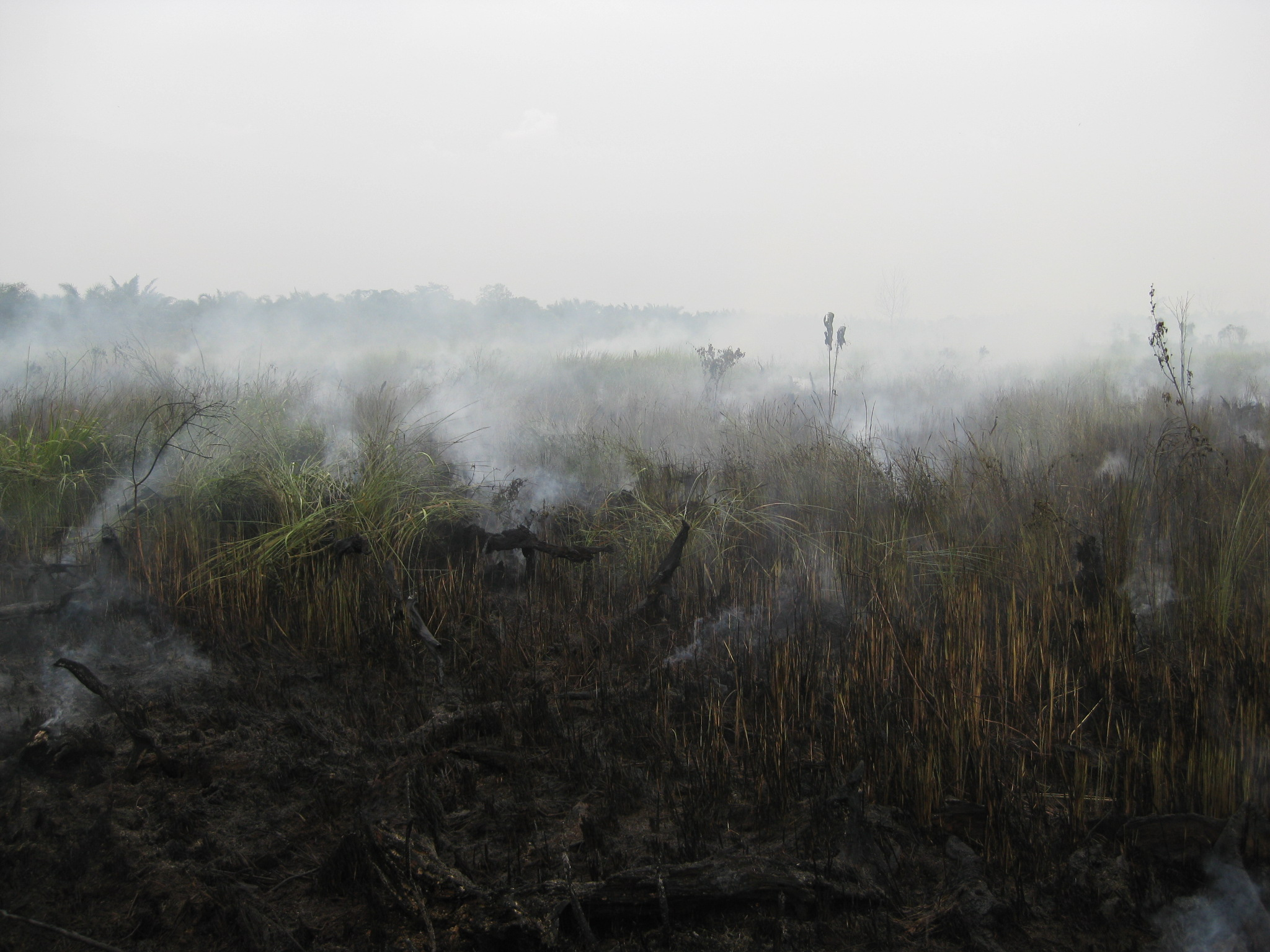
حريق الخث بالقرب من محمية غابة رجا موسى في مدينة سيلانجور الماليزية في عام 2013. تحدث الحرائق تحت سطح التربة حيث يشتعل الخث.

تعتبر ممارسات قطع وحرق الأراضي على نطاق الصناعة لتطهير الأراضي للأغراض الزراعية سببًا رئيسيًا لظاهرة تفاقم الضباب، ولا سيما بالنسبة لإنتاج زيت النخيل وعجينة الخشب في المنطقة. يحدث حرق الأراضي لأنه أرخص وأسرع مقارنة بالقطع والتطهير باستخدام الحفارات أو الآلات الأخرى. بدأت الحرائق تنتشر لهذا الغرض، وتؤدي أحيانًا إلى حدوث حرائق الغابات، مما يؤدي إلى تفاقم المشكلة. يساهم التركيز العالي للخث في التربة في زيادة كثافة الضباب وارتفاع نسبة الكبريت.
حُدّدت الحرائق في إندونيسيا (ولا سيما في جنوب جزيرة سومطرة ومقاطعة رياو في سومطرة، ومدينة كليمنتان في جزيرة بورنيو) وبدرجة أقل في كل من ماليزيا وتايلاند، باعتبارها مصادر لحدوث الضباب. يؤثر حدوث الضباب بانتظام بشكل كبير على جودة الهواء في كل من إندونيسيا وماليزيا وسنغافورة وبروناي دار السلام، كما يؤثر الضباب أيضًا، ولكن إلى حد أقل وفي السنوات الشديدة بشكل خاص، على كل من الفلبين، وتايلاند، وفيتنام، وكمبوديا، بالإضافة إلى دول من خارج المنطقة.
لقد ثبت أن أحداث الضباب تسبب مشاكل صحية ووفيات في المناطق المتضررة، كما تتسبب في تعطيل النشاط الاقتصادي والتعليم حيث تضطر القطاعات إلى الإغلاق خلال أحداث الضباب لتقليل التعرض للهواء الخطير. كما أن للضباب تأثير بيئي كبير، حيث يساهم بشكل رئيسي في انبعاثات الغازات الدفيئة التي تتسبب في حدوث مشكلة الاحتباس الحراري في المنطقة ويؤثر على الحياة البرية والنظم البيئية.
يعتبر الضباب قضية دولية تسببت من قبل في إحداث توترات سياسية إقليمية، لذا بُذلت الكثير من الجهود الدولية للتخفيف من أحداث تفاقم الضباب وآثارها، وأدخلت بعض الأطر ذات الصلة للتعاون الإقليمي بين الدول الأسيوية، ولكن لا تزال هناك تحديات عديدة تعوق تنفيذ هذه الأطر، وقد فشلت جهود التخفيف في منع تكرار الضباب.

## الأسباب
نتجت معظم أزمات الضباب في منطقة جنوب شرق آسيا عن الحرائق التي اندلعت في أراضي الخث في جزيرة سومطرة ومقاطعة كليمنتان في جزيرة بورنيو. ولقد كان ضعف المساءلة القانونية للشركات الزراعية الإندونيسية بالإضافة إلى محدودية الحوافز السياسية والاقتصادية لمحاسبة الشركات يشكلان عوائق رئيسية أمام قدرة الحكومة الإندونيسية على التخفيف من حدة المشكلة.
تعتبر الغابات الاستوائية الرطبة غير المضطربة شديدة المقاومة للحرائق، ولا تتعرض لحرائق نادرة إلا خلال فترات الجفاف غير العادية. وقد خلصت دراسة نُشرت في عام 2005 إلى أنه لا يوجد سبب واحد رئيسي يقف وراء حدوث الحرائق في موقع معين، وأن هناك تبايناً كبيراً في أسباب الحرائق في مواقع مختلفة، وحددت الدراسة الأسباب التالية كأسباب مباشرة وغير مباشرة للحرائق:

### الأسباب المباشرة للحرائق
- استخدام النار كأداة في تطهير الأراضي
- إطلاق النار كسلاح في المنازعات المتعلقة بحيازة الأراضي
- حرائق عرضية
- حرائق تتعلق باستخراج الموارد

### الأسباب غير المباشرة للحريق
- التنازع والمنافسة على حيازة وتخصيص الأراضي
- ممارسات تدمير الغابات
- الحوافز الاقتصادية
- النمو السكاني والهجرة
- عدم كفاية القدرة على مكافحة الحرائق وإدارتها.[16]

#### استخدام النار كأداة لتطهير الأرض
تُعد النار هي الطريقة الأرخص والأسرع لتطهير الأرض تمهيداً لزراعتها. وتستخدم النار لإزالة المواد النباتية المتبقية من قطع الأشجار أو المحاصيل القديمة بدلاً من تقطيع المواد النباتية ميكانيكيًا إلى أكوام طويلة وتركها تتعفن بمرور الوقت حيث يعد ذلك إجراءاً مكلفًا وبطيئًا، ويمكن أن يؤدي إلى ظهور الآفات. يمكن أن يكلف تطهير الأرض باستخدام الآلات والمواد الكيميائية ما يصل إلى 200 دولاراً أمريكياً للهكتار الواحد بينما تبلغ تكلفة الحرق 5 دولارات أمريكية للهكتار الواحد.
تظل تربة الخث بعد إزالة غابة مستنقعات الخث وتجفيفها غير صالحة للزراعة، لأن تربة الخث فقيرة بالمغذيات وذات درجة حمضية عالية تتراوح ما بين 3-4. ومن ثم ينبغي معادلة الأس الهيدروجيني وإضافة المغذيات للتربة لجعلها مناسبة للزراعة، كما يجب أيضًا إزالة الآفات والأمراض النباتية. وتتمثل إحدى الطرق لتحقيق ذلك في استخدام المواد الكيميائية مثل الحجر الجيري لتحييد الحموضة، والأسمدة والمبيدات لتغذية التربة والتخلص من الآفات. إلا أن هذه الطريقة حوالي 30-40 مليون روبية إندونيسية للهكتار الواحد. لذا يلجأ بعض المزارعين إلى استخدام النار لإزالة المواد النباتية المتبقية من قطع الأشجار، حيث تقتل النار الآفات ويعمل الرماد الناتج على تسميد التربة وتحييد الحموضة، وتكلف هذه الطريقة 2 مليون روبية للهكتار الواحد.